# Elevtidning
Elevtidning är en skoltidning som inte har någon direkt koppling till skolans ledning utan drivs av skolans elever. Många elevtidningar kommer bara ut med något enstaka nummer eller med oregelbundna intervaller. 
Ett antal tekniska gymnasier har gett ut examenstidningar för att presentera de nya ingenjörerna. En av de tidigaste var In Statu Nascendi från Rudbecksskolan i Örebro, vars första utgåva kom senast 1905.
På högskolenivå finns ett stort antal studenttidningar. En av de äldsta och mest kända studenttidningarna är Blandaren från Kungliga Tekniska Högskolan.